# Cerotainia debilis
Cerotainia debilis là một loài ruồi trong họ Asilidae. Cerotainia debilis được Hermann miêu tả năm 1912. Loài này phân bố ở vùng Tân nhiệt đới.